# Mauricio Candiani
Mauricio Enrique Candiani Galaz (Ciudad de México, 24 de noviembre de 1972) es un empresario, columnista de negocios y conferencista profesional.
Estudió la licenciatura en Ciencias Políticas y Administración Pública en la Universidad Iberoamericana, cuenta con un Máster en Dirección de Empresas para Ejecutivos con Experiencia (MEDEX) por el Instituto Panamericano de Alta Dirección de Empresas (IPADE), y el diplomado en Instituciones Socioeconómicas del Centro de Investigación sobre la Libre Empresa (CISLE). Atendió el programa de Desarrollo Nacional del Colegio Fu Hsing Kang en Taipéi, Taiwán.
Actualmente, es el presidente de Allenamenti Speakers Bureau, socio de Impulsora Inmobiliaria Robmau México y miembro del Consejo Directivo del Club de Empresarios México.

## Semblanza
Mauricio Candiani nació en la Ciudad de México en 1972. Hijo único de la relación entre Patricia Galaz Brenes y Enrique Candiani Segura; sin embargo, Mauricio creció en el núcleo familiar del matrimonio entre su madre y Ramón Pérez Anguiano, quienes contrajeron nupcias siendo él aún de corta edad.
Estudió la primaria en el Emerson School, más tarde ingresó a la secundaria en el Colegio Williams, donde también cursó dos años de preparatoria, para concluirla en el Colegio CEYCA en 1991.
Después de terminar de estudiar el bachillerato, tomó un año sabático antes de entrar a la universidad. Durante este periodo trabajó en pequeños negocios de sus padres, al mismo tiempo que se involucró en los asuntos vecinales en las colonias Insurgentes San Borja (donde vivía), Hipódromo Condesa (donde trabajaba), y en Rotaract (el programa de servicio en la comunidad de Rotary International).
Poco a poco, su participación en los asuntos sociales y vecinales influyó para que tomara la decisión de estudiar Ciencias Políticas y Administración Pública. 
Con el tiempo recibió la invitación para colaborar en el equipo del diputado federal Manuel Arciniega Portillo (LVI Legislatura GPPAN) para ayudarlo en su relación con el sector minero.
En 1996 ganó en la elección interna del PAN por la presidencia del X distrito de la Ciudad de México contra Manuel Gómez Morín, apenas un año después de haberse afiliado al partido. 
Un año más tarde, Candiani perdió la precandidatura a diputado por el distrito X de la Ciudad de México por el PAN, contra Gabriela Gutiérrez Lascurain, sin embargo, poco después fue elegido presidente del Partido Acción Nacional en la delegación Miguel Hidalgo en 1998. Ese mismo año decidió apoyar la precampaña para la Presidencia de la República del gobernador de Guanajuato en aquel momento, Vicente Fox Quesada, y trabajó en la entonces naciente estructura de ‘Amigos de Fox’ en el área metropolitana de la Ciudad de México. Mauricio fue responsable de abrir la primera oficina de esa organización en la capital del país.
En julio del año 2000, Mauricio Candiani se convirtió en diputado federal de la LVIII legislatura, electo por mayoría en el entonces X distrito del Distrito Federal. Fue miembro de la Comisión de Energía, de la Comisión de Defensa Nacional y de la Comisión del Distrito Federal. En su labor legislativa destacó el impulso al sector minero y la iniciativa de reforma a la Ley Minera que presentó en septiembre de 2002 y que fue decretada en 2005.
Mientras cumplía sus funciones como legislador, en el verano de 2001 comenzó el Máster en Dirección de Empresas en el Instituto Panamericano de Alta Dirección de Empresa (IPADE), mismo que concluyó en agosto de 2003.
Después de concluir sus labores en la Cámara de Diputados en octubre de 2003, y gracias a su trayectoria, fue contratado seis meses como presidente ejecutivo de la Asociación Mexicana de Gas Natural (AMGN) para hacer frente a la crisis del estallamiento de un ducto en Xochimilco, que resultó un punto de inflexión en esa industria.
En abril de 2004, junto con sus excompañeros del IPADE, Gabriel Millán Costabile y Rubén Cruz López, cofundó la firma de Banca de Inversión y Promoción de Negocios Internacionales Sedna BDP. En febrero de 2008 la firma cambió su nombre a Sedna Serficor, S.A.P.I. de C.V., incorporando como socio a Gilberto Escobedo Aragonés. Su participación en esa sociedad concluyó en el primer trimestre de 2009.
En abril de 2009, junto con Adrián Peña Ruíz, cofundó Candiani Mining, S.A. de C.V., una firma de banca de inversión especializada en la promoción de proyectos de exploración minera y negociación de contratos de exploración con opción a compra. La firma suspendió sus actividades a finales de 2015.
En febrero de 2006, Candiani había cofundado también con Adrián Peña Ruíz, Allenamenti, S.A. de C.V., hoy comercialmente conocida como Allenamenti Speakers Bureau. La empresa se ha convertido en uno de los burós de conferencistas profesionales más activos de América Latina proveyendo conferencias y conducciones de personalidades de talla mundial a congresos, convenciones y eventos en México y diversos países de América. Mauricio funge como su presidente y es uno de sus conferencistas regulares.
A la par de Allenamenti Speakers, Mauricio Candiani es socio director de una empresa inmobiliaria de corte familiar llamada Impulsora Inmobiliaria Robmau México, S.A. de C.V., la cual cofundó en enero de 2008.
Ha sido miembro de diversos consejos de administración, entre los que destacan Integrated Gas Services de México, S. de R.L. de C.V. (IGASAMEX); Geologix Explorations Inc. (TSX-V:GIX); la Cámara de Comercio, Servicios y Turismo de la Ciudad de México; y Clubemex, S.A. de C.V. (Club de Empresarios México).

## Trayectoria social y de contribución académica
Mauricio Candiani ha desempeñado diversas funciones voluntarias a lo largo de su vida.
En su juventud fue presidente del Club Rotaract Valle Narvarte, representante distrital de Rotaract (1993-1994 D-4170) y miembro del Rotaract International Task Force. Años después, ya en su vida empresarial, fue socio del Club Rotario Cuajimalpa en la Ciudad de México (D-4170).
Ha sido consejero propietario y suplente de la Cámara de Comercio, Servicio y Turismo de la Ciudad de México en seis periodos distintos, y sirvió como vicepresidente de la mesa directiva de esa institución, tres años en la presidencia de Arturo Mendicuti Narro y otros tres en la presidencia de Humberto Lozano Avilés. Aspiró a presidir esa cámara en 2018.
Es miembro activo de la organización mundial de burós de conferencistas profesionales llamada International Association of Speakers Bureaus (IASB), donde presidió el Awards Committee en el periodo 2016-2017.
En diversos momentos de su vida, Mauricio se ha desempeñado como profesor en algunas instituciones educativas de prestigio, entre ellas la Escuela de Administración de Instituciones (ESDAI), en donde impartió la materia de Mundial Actual y el Seminario de Dirección General (2007).

## Medios de Comunicación
Desde 2014, Mauricio Candiani es columnista regular del periódico El Financiero. Su columna “Gestión de Negocios” se publica los lunes en la sección “Empresas”. En ella comparte tres tipos de contenidos: 1) consejos de gestión directiva; 2) historias de empresas mexicanas que va identificando en distintas latitudes; y 3) análisis de temas de coyuntura y su impacto en la empresa.
Por su extensa carrera en el sector financiero y negocios, es un notable columnista de el periódico El Financiero, a la par que un destacado colaborador desde 2015 en el programa Al cierre en El Financiero Bloomberg TV con Leonardo Kourchenko, Enrique Quintana y Ernesto O’Farrill además de ser invitado a diversos noticieros para hablar del sector del cual es experto. 
Ha sido miembro del Consejo Editorial de Energía del periódico Reforma (2003 y 2004) y columnista invitado en revistas de la talla de Expansión, Entrepreneur México, El Mundo del Petróleo y Empresas y Eventos en Perú.

## Trayectoria como conferencista y conductor
Mauricio Candiani es un exitoso y reconocido conferencista profesional en temas de negocios y ventas. Es un experto en decodificar modelos de negocios en contextos competitivos específicos y en reforzar prácticas comerciales alineadas a estrategias de crecimiento rentable. 
Por su audacia y dominio de la oratoria, sobre todo ante grandes multitudes, al menos 200 empresas y organizaciones de diferentes sectores de la economía lo han invitado a formar parte de su cartel de especialistas. Ha desarrollado una amplia actividad como conferencista en diversas convenciones y eventos corporativos de bancos, aseguradoras, sector automotriz, empresas de multinivel, la industria de productos de consumo directo, sector hotelero y un muy variado universo de asociaciones profesionales y cámaras de diversa índole. No sólo ha recorrido gran parte del territorio mexicano, sino que ha sido parte de diversos foros en países como Estados Unidos, Canadá, Costa Rica y Colombia, entre otros. 
También ha realizado diversos webinars, webcasts y participado en paneles en diversas plataformas en la red. Su experiencia en transmisiones en digital le permiten generar experiencias de conferencias y conducciones interactivas en línea.
Sus conferencias más populares son “5 habilidades para acelerar tu negocio” (gestión directiva); “La lógica del dinero y la riqueza 4.0” (finanzas personales); y “Los 10 errores más comunes de los buenos vendedores” (ventas y desarrollo de negocios).
Dada su habilidad para conducir programas empresariales, Mauricio suele ser invitado a conducir paneles y fungir como maestro de ceremonias en diversos eventos empresariales. Ha conducido 3 años el Strategic Growth Forum, organizado por la firma de auditoría y consultoría EY México; 4 años el World Meetings Forum, organizado por Latinamerica Meetings Archivado el 6 de marzo de 2020 en Wayback Machine.; el Innovation and Business Forum de Coparmex Nacional (2015); y la Convención de ONEXPO Nacional (2018), entre muchos otros.
Por otra parte, ha enseñado a grandes e importantes ejecutivos y empresarios a mejorar sus presentaciones de negocios y a dominar el arte de hablar en público con su curso Public Speaking Empowerment. 
Su facilidad de palabra fue evidente desde los 19 años, cuando ganó su primer concurso de oratoria en el Club Rotario Zona Rosa, y luego en el Concurso Nacional de Oratoria de esa misma organización, celebrado en Tijuana en 1992. Tiempo después ganaría el Concurso Nacional de Oratoria en inglés organizado por Toastmasters México.

## Vida personal
Mauricio contrajo nupcias con la mercadóloga Gabriela Chávez López en octubre de 2000, y en 2008 tuvieron dos únicos hijos: Mauricio Candiani Chávez y María Fernanda Candiani Chávez.